# Національна академія Державної прикордонної служби України імені Богдана Хмельницького
Національна академія Державної прикордонної служби України імені Богдана Хмельницького — державний заклад вищої освіти в місті Хмельницькому. Єдиний в Україні вищий навчальний заклад, який здійснює підготовку офіцерів для Державної прикордонної служби України. Науково-педагогічний склад вищого навчального закладу формують 42 доктори наук, 201 кандидат наук, з них 27 професора, 111 доцентів та 6 старших наукових співробітників.

## Інформація
14 грудня 1992 року, відповідно до Постанови Кабінету Міністрів України № 700 створено Інститут Прикордонних військ України на фондах розформованого Хмельницького вищого артилерійського командного училища.
У 1995 році на базі Інституту Прикордонних військ України створено Академію Прикордонних військ України та розпочинається підготовка офіцерів керівного складу.
4 серпня 1995 року Постановою Кабінету Міністрів України Академії присвоєно ім'я Богдана Хмельницького.
29 квітня 1999 року академію відвідав Президент України Леонід Кучма. Результатом цього візиту та своєрідною оцінкою діяльності стало присвоєння академії статусу Національної.
6 лютого 2002 року прем'єр-міністр України Анатолій Кінах від імені Президента України вручив академії бойове знамено частини.
А вже у серпні 2003 року в зв'язку з реформуванням Прикордонних військ у Державну прикордонну службу України академія отримала назву Національна академія Державної прикордонної служби України імені Богдана Хмельницького.
8 вересня 2018 року 317 курсантів склали присягу, з них 37 дівчат.
26 червня 2021 року вручення дипломів випускникам відбулося на майдані Незалежності. Дипломи отримали 319 лейтенантів, 86 офіцерів факультету підготовки керівних кадрів та 43 студенти.
30 квітня 2025 року Національна академія Державної прикордонної служби України імені Богдана Хмельницького указом Президента України Володимира Зеленського відзначена почесною відзнакою «За мужність та відвагу».

## Структура
Академія має 5 факультетів, 26 кафедр, інститут підвищення кваліфікації, ад'юнктуру, докторантуру, а також підрозділи управління і забезпечення навчального процесу.
Відповідно до отриманих ліцензій академія проводить підготовку фахівців з вищою освітою за державним замовленням та за кошти фізичних і юридичних осіб з наступних спеціальностей:
- 035 «Філологія»;
- 053 «Психологія»;
- 081 «Право»;
- 172 «Телекомунікації та радіотехніка»;
- 252 «Безпека державного кордону»;
- 253 «Військове управління (за видами збройних сил)»;
- 254 «Національна безпека (сфера прикордонної діяльності)»;
- 262 «Правоохоронна діяльність»;
- 274 «Автомобільний транспорт»;
- 281 «Публічне управління та адміністрування».

Форма навчання: денна та заочна.
Рівні вищої освіти: початковий рівень (короткий) цикл вищої освіти, перший (бакалаврський) рівень, другий (магістерський), третій (освітньо-науковий) рівень, науковий рівень.
Ступені вищої освіти
1. молодший бакалавр;
2. бакалавр;
3. магістр;
4. доктор філософії;
5. доктор наук.

### Факультети в академії
- підготовки керівних кадрів;
- охорони та захисту державного кордону;
- правоохоронної діяльності;
- забезпечення оперативно-службової діяльності.

В академії працює чотири спеціалізовані вчені ради із семи спеціальностей у військовій, технічній, педагогічній, психологічній галузях та галузі державного управління. Відкрито докторську раду з правом прийняття та захисту дисертацій з державного управління та юридичних наук.
Підтримуються тісні зв'язки з провідними закладами вищої освіти США, Великої Британії, Угорщини, Польщі, Туреччини.
В системі післядипломної освіти прикордонників інтенсивно розвивається дистанційна форма підвищення кваліфікації.

## Ректори Академії
- Генерал-полковник Олексієнко Борис Миколайович (1993—1999)
- Генерал-майор Голінко Володимир Васильович (1999—2002)
- Генерал-лейтенант Райко Валерій Вікторович (2002—2014)
- Генерал-майор Шинкарук Олег Миколайович (2014—2019)
- Генерал-майор Луцький Олександр Леонтійович (2019-)